# Hahnia petrobia
Hahnia petrobia là một loài nhện trong họ Hahniidae.
Loài này thuộc chi Hahnia. Hahnia petrobia được Eugène Simon miêu tả năm 1875.